# Мане Накашев
Емануил (Мане) Константинов (Коцев) Накашев е български магистър-фармацевт, общественик и революционер, деец на Вътрешната македонска революционна организация.

## Биография
Мане Накашев е роден на 21 ноември 1888 година в Щип, тогава в Османската империя, днес в Северна Македония. Баща му – Константин (Коце) Накашев е търговец, от търговско, свещеническо и иконописно семейство. Майка му – Елисавета Щерева е от свещеническо семейство. Негов по-голям брат е фармацевтът и революционер Панчо Накашев. Учи в Скопската турска гимназия, след което в 1911 година завършва фармация в Цариградския университет.
Започва работа в Кочани. Там през лятото на 1912 година става свидетел на извършеното от турските власти клане над българите в града, като самият той се укрива в мазето на аптеката. След това дава подробни сведения за извършеното злодеяние на европейската анкетна комисия, която идва в града. Заради тази си постъпка Мане Накашев е принуден да се премести във Велес като управител на българската общинска аптека. След това е повикан във Воден да основе българска общинска аптека. Аптеката му се превръща в български клуб, център на българската интелигенция в града и на местната организация на ВМОРО.
При избухването на Междусъюзническата война, бяга от гръцките репресии в Свободна България и се установява да живее в Ловеч, където работи в първокласната болница. След реокупацията на Ксанти, се премества там, за да отвори една от безстопанствените аптеки. След намесата на България в Първата световна война и освобождението на Велес в 1915 година, Мане Накашев става кмет на града. Прехвърля се да работи във Варненската държавна болница, а в 1919 година в Шуменската държавна болница. Работи в Свищов и накрая пак във Варна. Взема дейно участие в живота на ВМРО. Застава на страната на крилото, оглавено от Иван Михайлов след разцеплението на организацията в 1928 година.
Мане Накашев е убит на 21 февруари 1933 година от Герман Петров и съучастниците му Коста Бичинов, Харалампи Каракашев, Наум Журков и Сребро Дилев. На погребението на Мане Накашев речи произнасят секретарят на Националния комитет на македонските братства Козма Георгиев, депутатът Васил Василев, деятелят на младежката македонска организация Миле Стоянов, както и Кръстьо Пинзов и Никола Ников.
През януари 1934 година младежката секция „Мане Накашев“ от Сес Севмес на Македонската младежка организация „Братя Миладинови“ във Варна издава списанието „Воден“ с материали в памет на Мане Накашев под редакцията на Калин Костадинов и Калин Д. Калинов.